# Holothuria sinefibula
Holothuria sinefibula is een zeekomkommer uit de familie Holothuriidae.
De wetenschappelijke naam van de soort werd in 1964 gepubliceerd door Gustave Cherbonnier.